# Herbert Pichler

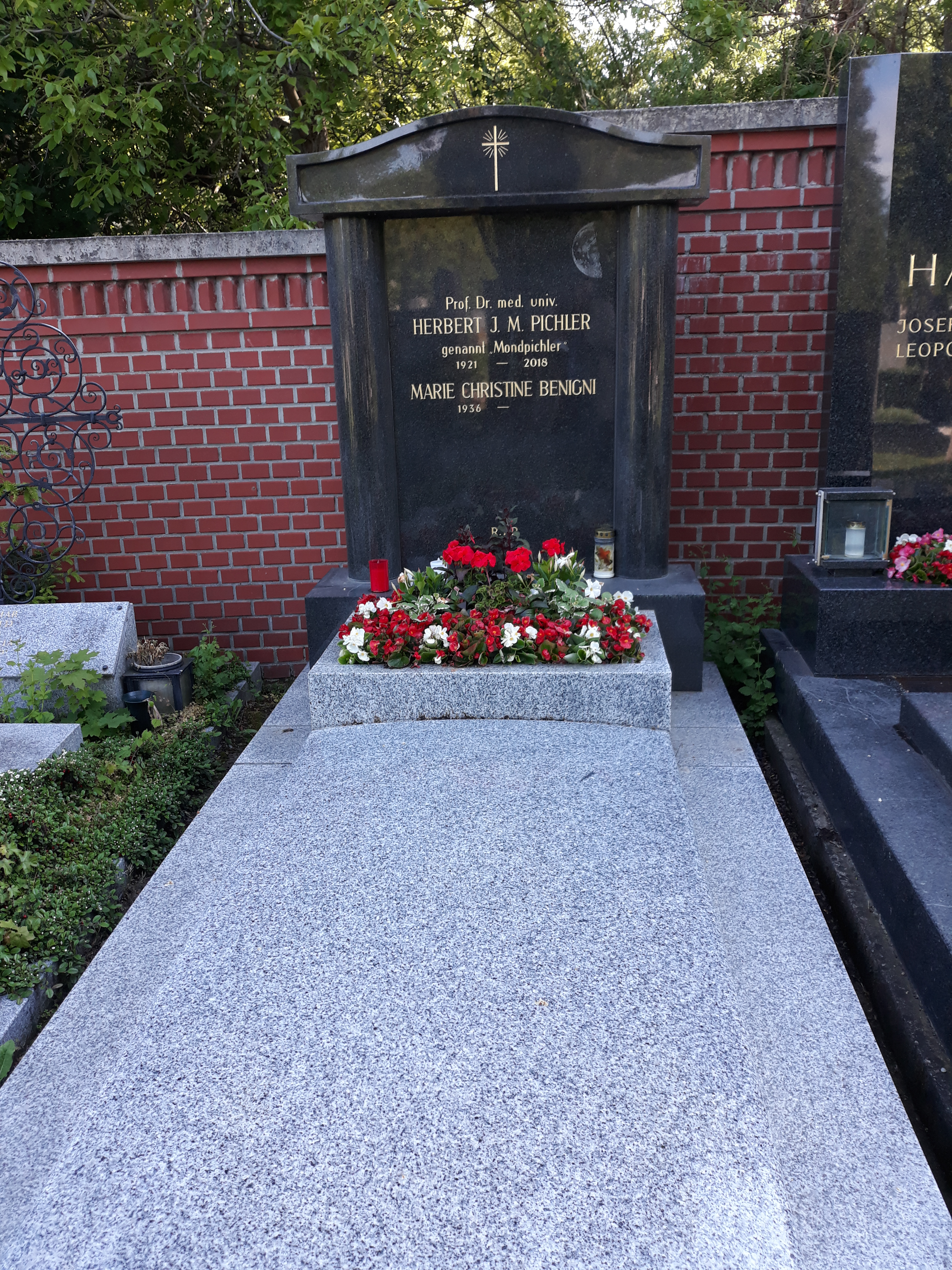
Das Grab von Herbert Pichler auf dem Heiligenstädter Friedhof in Wien

Herbert Pichler (* 25. September 1921 in Mies, Gemeinde Seekirchen am Wallersee, Salzburg; † 27. Mai 2018 in Wien) war ein österreichischer Mediziner mit Forschungsschwerpunkt Weltraummedizin und Unternehmer.

## Leben
Seine Jugend verbrachte Pichler in Wien, wo er vor Ausbruch des Zweiten Weltkrieges mit dem Medizinstudium begann. Zu Beginn des Krieges musste er den Reichsarbeitsdienst und später Militärdienst ableisten, wo er 1941 schwer verwundet wurde.
Aufenthalte in Lazaretten verbrachte er zum Teil mit dem Schauspieler Heinz Conrads.
Nach Kriegsende beendete Pichler sein Medizinstudium in Innsbruck. Während der folgenden Jahre als Arzt in der Schweiz entdeckte er 1947 in einer Klinik in Zürich die Penicillin-Allergie bei Kindern.
In Wien folgte die Facharztausbildung für Hals-Nasen-Ohren an der Universitätsklinik. Während dieses Studiums setzte er Forschungen des Nobelpreisträgers Róbert Bárány am Gleichgewichtsorgan fort, was ihn auch zu Themen der Raumfahrt führte. Anfang der 1960er Jahre führten diese Forschungen zu einer Zusammenarbeit mit Wernher von Braun.
In der Öffentlichkeit bekannt wurde Pichler erst durch seine Kommentare zu den Gemini- und Apollomissionen im ORF. Unter Helmut Zilk bekam er eine eigene Fernsehserie mit dem Titel Der Mensch im Weltraum. Der Durchbruch gelang ihm bei der Fernsehübertragung der Mondlandung 1969, wo er mit dem sonst eher trockenen Thema einen Großteil des Fernsehpublikums erreichte. Er war am 20. und 21. Juli 1969 28 Stunden und 28 Minuten ohne Pause im Einsatz und wurde fortan vom Volksmund mit dem Spitznamen „Mondpichler“ bedacht. Ein Spitzname von Kollegen war: Hals-NASA-Ohren-Arzt.
Er wurde am Heiligenstädter Friedhof in Wien bestattet.
Schon 1949 gründete er gemeinsam mit dem Chemiker Herbert Punzengruber das noch heute bestehende Pharmaunternehmen Sigmapharm.

## Werke
- Die Mondlandung. Der Menschheit grösstes Abenteuer. Molden, Wien 1969

## Auszeichnungen
- 1948 Schweizer Doktorat der Medizin